# Греко-румынские отношения
Греко-румынские отношения — двусторонние дипломатические отношения между Грецией и Румынией. Обе страны являются членами НАТО и Европейского союза.

## История

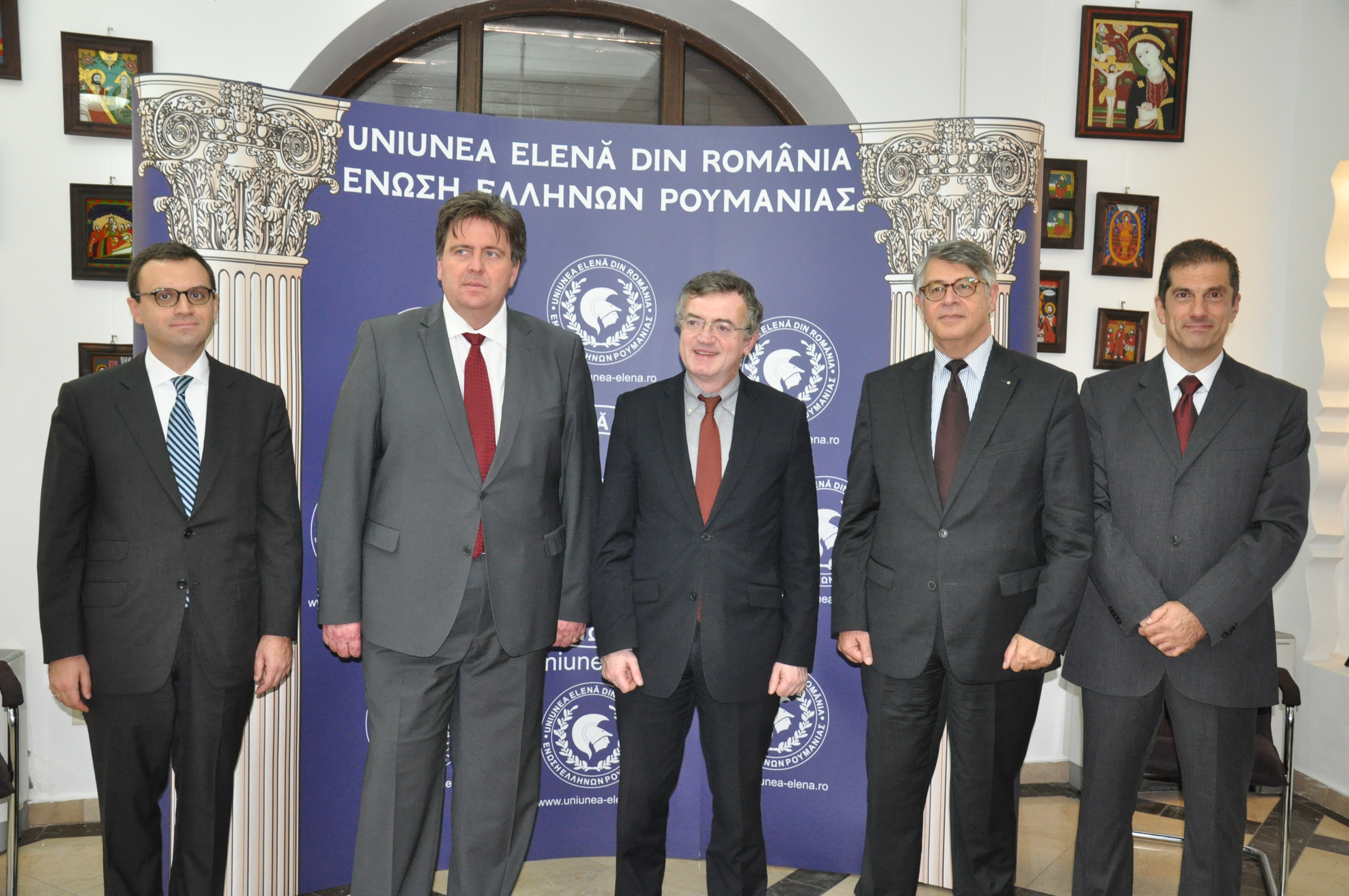
Заместитель министра иностранных дел Греции Кириакос Геронтопулос на открытии нового здания Греческой школы «Афина» (Детский сад — начальная — средняя школа) в Бухаресте. 21 октября 2014

В 1913 году страны были союзниками во Второй Балканской войне, окончившейся поражением Болгарии и территориальными приобретениями Греции и Румынии. В ходе Первой мировой войны греческие и румынские войска сражались на стороне Антанты. 9 февраля 1934 года Румыния вместе с Турцией, Югославией и Грецией основали военно-политический союз Балканской Антанты. В 1939 году Балканская Антанта как военно-политический союз прекратила своё существование с началом Второй мировой войны. В годы Второй мировой войны Румыния воевала на стороне Нацистского блока, а Греция была членом Антигитлеровской коалиции.
В последние годы между странами сложились дружественные отношения, Греция последовательно поддерживала румынские заявки на вступление в НАТО и Европейский союз. В 2015 году Греция и Румыния отметили 135 лет с момента установления дипломатических отношений.

## Торговля
В 2011 году около 200 греческих предприятий располагались на территории Румынии. Греция является четвертым по величине инвестором в экономику Румынии. В 2009 году греки инвестировали 720 миллионов евро в Румынию, а в 2010 году 570 миллионов евро. В 2012 году 500 000 румын посетило Грецию с туристической целью.